# Diepte-investering
Onder een diepte-investering verstaat men de aanschaf van een kapitaalgoed, waardoor de kapitaalintensiteit (de verhouding kapitaal/arbeid K/A ook wel K/L) toeneemt, ofwel de arbeidsintensiteit (de verhouding arbeid/kapitaal A/K ook wel L/K) afneemt. Dit kan  een vervangingsinvestering of een uitbreidingsinvestering zijn. 
Door de technologische vooruitgang zullen diepte-investeringen voor een hogere gemiddelde arbeidsproductiviteit zorgen en zal ook de productiecapaciteit toenemen. Dit laatste geldt zeker voor uitbreidingsinvesteringen in de diepte, maar zal in het algemeen ook gelden voor vervangingsinvesteringen in de diepte. Daarentegen zal de laatstgenoemde categorie een negatief effect op de werkgelegenheid (vraag naar arbeid) hebben.